# 张楚廷
张楚廷（1937年—），出生于印度尼西亚，祖籍湖北，中华人民共和国教育学学者、心理学学者、数学学者。

## 生平
生于印尼，1岁时随父母回中国定居，毕业于湖南师大数学系。1986年4月至2000年4月担任湖南师范大学校长。
张楚廷曾先后承担教育部《21世纪的中国高等教育：教学改革与素质教育》、《教学论综合研究》、《大学人文精神构架》、《素质教育理论研究》等4项课题。现任全国高等学校文化素质教育指导委员会副主任委员。